# A cambio de nada
Pour plus de détails, voir Fiche technique et Distribution.
A cambio de nada est un film espagnol réalisé par Daniel Guzmán, sorti en 2015.

## Synopsis
Darío, 16 ans, fuit sa famille est accueilli par Luisimi, son meilleur ami, Caralimpia, un loser, et Antonia, une vieille dame.

## Fiche technique
- Titre : A cambio de nada
- Réalisation : Daniel Guzmán
- Scénario : Daniel Guzmán
- Photographie : Josu Inchaustegui
- Montage : Nacho Ruiz Capillas
- Production : Álvaro Begines et Ignacio Fernández-Veiga Feijóo
- Société de production : A cambio de nada, Canal Sur Televisión, Canal+ España, El Niño Producciones, La Competencia, La Mirada Oblicua, Luis Pérez Gil, Telefonica Studios, Televisión Española, The Spanish Ratpack, Ulula Films et ZircoZine
- Pays de production :  Espagne
- Genre : Drame
- Durée : 93 minutes
- Dates de sortie : 
  - Espagne : 8 mai 2015
  - France : 2015

## Distribution
- Miguel Herrán : Darío
- Antonio Bachiller : Luismi
- Antonia Guzmán : Antonia
- Felipe García Vélez : Justo Caralimpia
- Luis Tosar : le père de Darío
- María Miguel : la mère de Darío
- Miguel Rellán : le professeur
- Adelfa Calvo : la mère de Luismi
- Patricia Santos : Alicia
- Iris Alpáñez : la sœur de Luismi
- Fernando Albizu : Matías

## Distinctions
Le film a été nommé pour six prix Goya et a reçu ceux du meilleur espoir masculin pour Miguel Herrán et du meilleur nouveau réalisateur pour Daniel Guzmán.